# Pothyne uniformis
Pothyne uniformis är en skalbaggsart som beskrevs av Heller 1924. Pothyne uniformis ingår i släktet Pothyne och familjen långhorningar.
Artens utbredningsområde är Filippinerna. Inga underarter finns listade i Catalogue of Life.